# Christian Thorup Nielsen
Christian Thorup Nielsen (5. februar 1923 i Sebbersund — 3. august 1992 i Flensborg-Harreslev) var skoledirektør for Dansk Skoleforening for Sydslesvig.
Thorup Nielsen blev student fra Aalborg Katedralskole i 1942 og cand.mag. i fysik og matematik fra Københavns Universitet i 1950. I kandidatåret 1950 blev han gift med Elva Nissen (1924-2014) fra Overby (Døstrup Sogn) ved Tønder, og sammen blev de matematiklærere på Duborg-Skolen i Flensborg. Her var Thorup Nielsen adjunkt i ti år (1951-1961), inden han i 1961 blev skoledirektør, og i 1989 gik han på pension.